# IBM 1050
IBM 1050データ通信システムは通信機能をもった制御装置、プリンター、キーボード装置などからなるサブシステムで、オフライン・モードで他のIBM 1050と、またはオンライン・モードでIBM 1400、IBM 7000 （IBM 7000 series）、システム/360シリーズなどのコンピューターとデータを送受信するもの。1963年にはじめて販売され、1960年代に多く使われた。.

## 概要
IBM 1050データ通信システムは1963年に販売されたもので、以下の装置から構成されている。
- IBM 1051中央制御装置（Central Control Unit）
- IBM 1052プリンター／キーボード装置（Printer/Keyboard）
- IBM 1053コンソール・プリンター装置（Console Printer）
- IBM 1054紙テープ読取り装置（Paper Tape Reader）
- IBM 1055紙テープ穿孔装置（Paper Tape Punch）
- IBM 1442カード読取り装置（Card Reader/Punch）
- IBM 1092/1093プログラム・キーボード

IBM 1051が１台および他の装置が１台最低必要である。プリンターはIBMタイプライターのセレクトリック（Selectricタイプヘッドを使っている。
通信は非同期で、半二重、毎秒75または150ビット。通信回線接続には、 IBMライン・アダプター（IBM Line Adapter）などのモデムが必要である。新IBM非同期通信方式により、マルチポイント接続が可能になり、エラー回復、速度が改良されている（それまでの毎秒10文字が14.8文字に）。 IBM 1050データ通信システムはもともとIBMの米国ニューヨーク州エンディコット工場で開発・製造された 。
IBM 1050は世界的に多く使われて、日本でもオフラインモードで鉄工所、自動車工場などの部署間連絡用に多く使われ、またオンラインモードでは1964年東京オリンピックで中央に設置されたIBM 1410-IBM 1440コンピューターと接続して競技結果の集計に使われたのがよく知られている。
IBM 1050はオランダのアムステルダム大学,のコンピューター博物館に展示されている。

## 参照
1. ↑  IBM Data Communications: A Quarter Century of Evolution and Progress
2. ↑  IBM Endicott Chronology (1960s)
3. ↑  IBM 1050 Data Communications System in the Computer Museum

## 参照項目
- List of IBM products
- IBM 357
- IBM 1030 データ収集システム
- IBM 1070 (プロセス工業用端末システム)